# Ulex minor
Tojo-molar (Ulex minor) é um arbusto da família das Fabaceae.

## Descrição
Tojo-molar é um arbusto baixo, verde, aberto e muito espinhoso. Possui espinhos agrupados em uma base de um espinho central e maior. Tem folhas alternadas e trifoliadas, frequentemente reduzidas a filódios. As suas flores são hermafroditas, zigomorfas. O cálice tem um tamanho de 6,5 a 9,5mm de base, dividido em dois lábios, um superior com dois dentes e outro inferior com três dentes levemente peloso. A corola é amarela, com as pétalas superiores mais largas do que as laterais e do que a quilha, formada pela fusão das pétalas inferiores. Possui um androceu com 10 estames, unidos por filamentos na parte inferior, para formar um tubo que envolve o ovário. O fruto é uma vagem de 8 a 9,5mm, plana e sem pêlos.
Outros nomes: Dwarf furze (inglês), Toxo gateño (galego) e Tojo (espanhol)

## Distribuição
Esta espécie é encontrada no Sudoeste da Europa ( Reino Unido até o Sudoeste da Península Ibérica) e na Macedônia do Norte. Em Portugal ela é ausente nas regiões mais continentais..

## Habitat
A Tojo-molar prefere solos temporariamente encharcados. também crescem em brejos, matos e terrenos intocados. Consegue viver em até 900 metros de altitude.

## Uso
Nas montanhas do norte e centro-oeste de Portugal, são usadas na alimentação de animais herbívoros domésticos. E devido á grande quantidade de azoto presente nesta espécie de arbusto, são também usadas na produção de adubos.